# John Blankensteinprijs
De John Blankensteinprijs is de jaarlijkse homo-emancipatieprijs van de stad Den Haag. Deze benadrukt het belang van een gelijkwaardige positie en participatie van homoseksuele mannen en vrouwen. De prijs bestaat uit een prijsobject en een geldbedrag in de vorm van een stimuleringssubsidie.

## Geschiedenis
Op 12 juni 2008 werd door de gemeenteraad van Den Haag bij de behandeling van de nota Homo-emancipatie 'Gewoon Anders 2008-2010' een motie aangenomen waarin het college van burgemeester en wethouders van deze stad werd verzocht om jaarlijks een homo-emancipatieprijs uit te reiken. Deze motie was ingediend door raadslid Tymen Colijn van de SP. In de tekst werd overwogen “dat de gemeente Den Haag zich als homovriendelijke stad wil profileren” en “het instellen van een jaarlijkse Haagse homo-emancipatieprijs hier prima in past”. Daarbij was de raad onder andere van mening dat “het instellen van deze jaarlijkse Haagse homo-emancipatieprijs een bijdrage kan leveren aan begrip voor homoseksualiteit” en “de gemeente Den Haag zich hierdoor uitspreekt dat er oor en oog is voor homo-emancipatie”, alsmede dat “er door deze prijs aandacht zal/kan komen voor homo gerelateerde activiteiten”. 
Hierop nam op 13 januari 2009 het college van burgemeester en wethouders van Den Haag het formele besluit om de Haagse homo-emancipatieprijs in te stellen alsmede dat deze werd vernoemd naar de Hagenaar John Blankenstein.  

## John Blankenstein
De Haagse homo-emancipatieprijs is vernoemd naar de voormalige voetbalscheidsrechter John Blankenstein (1949-2006). Eind jaren ’80 kreeg hij nationale en internationale bekendheid door als een van de eerste professionele voetbalscheidsrechters voor zijn homoseksualiteit uit te komen. Vervolgens heeft hij dit thema voortdurend aan de orde gebracht. Voor het doorbreken van het taboe en het bespreekbaar maken van homoseksualiteit, onderscheidde COC Nederland hem in 2003 met de Bob Angelo Penning. Hij was laatstelijk voorzitter en bestuurslid van de Haagse lhbt-belangenvereniging COC Haaglanden.

## Kunstobject Liesbeth Busman
Het kunstobject dat deel uitmaakt van de John Blankensteinprijs is ontworpen en vervaardigd door de Haagse goudsmid en kunstenares Liesbeth Busman (geboren 1977). Zij omschrijft de symbolen die er in verwerkt zijn als: “De John Blankensteinprijs is een object waarin de driehoekige volumen diverse stadia van ontplooiing en groei verbeelden. De driehoek is een archetypisch, universeel symbool voor het vrouwelijke en het mannelijke principe. Door de individuele driehoeken met elkaar te verbinden – manvrouwvrouwmanmanvrouw etc. – vormen ze een ontwikkelende gemeenschap waaraan de mens, ongeacht zijn of haar seksuele geaardheid, vorm, kleur en betekenis geeft. Elke driehoekige volume vorm is anders: de individuele volumen ontvouwen zich in het object en geven steeds meer van het roze binnenste bloot. Het binnenste van de volumen is met roze 'Traumgold' bladgoud verguld. Het roze heeft een signaalfunctie: letterlijk zoals John Blankenstein als scheidsrechter signalen gaf met zijn scheidsrechtersfluitje, maar ook figuurlijk vanwege zijn signaalpositie binnen de homo-emancipatie. Achter het object geven de schaduwen door het plexiglas heen een veranderende, vrije weergave van het object. De homo-emancipatie is in beweging. Bij het onderste driehoekige deel is de vorm helemaal ontvouwd. Het roze innerlijk heeft zich vrijgemaakt. Dit deel is tevens te dragen als broche. Zo kan de homo-emancipatie verder worden uitgedragen.”

## Organisatie
Bij de toekenning en uitreiking van de prijs zijn de volgende partijen betrokken: de jury, COC Haaglanden en de gemeente Den Haag. De organisatie en de uitvoering zijn ondergebracht bij COC Haaglanden, dat deel uitmaakt van COC Nederland. Inzake de organisatie en de toekenning van de prijs werd in het collegebesluit van 13 januari 2009 een reglement opgenomen.

## Toekenning
De verdiensten van de voorgedragen kandidaat moeten bijdragen aan een positieve beeldvorming met betrekking tot homo-emancipatie. De prijswinnaar is bereid een ambassadeursfunctie of rolmodel te vervullen. Niet alleen personen, maar ook succesvolle initiatieven komen in aanmerking voor de prijs. Het prijzengeld dient ten goede te komen aan de bevordering van homo-emancipatie. Het gaat hier om een stimuleringssubsidie. Kandidaten kunnen worden voorgedragen door derden maar kunnen ook zichzelf voordragen. Betrokken gemeentelijke instellingen, de uitvoerende instantie, medewerkers en zittende juryleden komen niet voor de prijs in aanmerking. In aanmerking komt een kandidaat woonachtig in Den Haag en/of van wie de verdiensten een duidelijke verbinding hebben met deze gemeente. De winnaar komt, gedurende vijf op de uitreiking volgende jaren, niet in aanmerking voor de prijs. De prijs wordt niet postuum uitgereikt.

## Prijswinnaars
- 20 juni 2009: Wethouder Bert van Alphen overhandigt de eerste editie van de prijs tijdens de Roze Zaterdag aan Fred Kleian (1943-2011), medeoprichter van Stichting Rainbow welke probeert homoseksualiteit bespreekbaar te maken binnen diverse etnische culturele groeperingen in Den Haag.
- 12 juni 2010: Regionale televisie- en radiozender Omroep West ontvangt de tweede editie van de prijs. Volgens de jury had Omroep West op bijzondere wijze homoseksualiteit op een positieve manier onder de aandacht gebracht.
- 3 september 2011: De prijs wordt tijdens het lhbt-festival The Hague Pride door wethouder Karsten Klein uitgereikt aan Roze in Blauw Haaglanden, de Haagse tak van het Landelijke Homonetwerk Politie. Zij kregen de prijs onder meer voor hun inzet om homoseksualiteit in Den Haag bespreekbaar te maken.
- 11 oktober 2012: Tijdens Coming-Outdag wordt de prijs uitgereikt aan Anita Chedi Shiwally, die als vrijwilliger voorlichting over seksuele diversiteit geeft op scholen en daarnaast via diverse manieren probeert op te komen voor de rechten van lesbische vrouwen, homoseksuele mannen, biseksuele en transgender-mensen.
- 2 november 2013: De John Blankensteinprijs wordt uitgereikt aan 'ADO Den Haag in de Maatschappij', een initiatief van voetbalclub ADO Den Haag dat zich inzet om taboes te bestrijden binnen de sport, met als doel dat homoseksuele mensen zich vrij voelen om voor hun geaardheid uit te komen binnen de sport. Zij krijgen de prijs overhandigd tijdens het Haagse lhbt-festival 'WHAT' (We Are The Hague).
- 12 december 2014: Op Paarse Vrijdag is de prijs uitgereikt aan het Peer-to-Peer project, dat als doel heeft het bespreekbaar maken van homoseksualiteit op het vmbo. Het is onderdeel van promotieonderzoek door Marieke Kroneman, uitgevoerd in het Haagse Maris College en het Knooppunt, een onderwijsproject voor leerlingen in het speciaal onderwijs. Het project heeft achttien – merendeels van allochtone afkomst – studenten van De Haagse Hogeschool opgeleid om  als “peer educator”  zelf lessen te  gaan geven en werd opgezet in samenwerking met De Haagse Hogeschool en Universiteit Leiden.
- december 2015 : Stichting Hindustani. De organisatie wordt geprezen vanwege haar inzet voor een gelijkwaardige positie van homoseksuele mannen en vrouwen.
- december 2016 : Basisschool de Kleine Keizer uit Den Haag. De jury prijst de basisschool om de aandacht die zij besteedt aan seksuele diversiteit en de lessen die ze daaraan wijdt. Volgens de jury is 'een open en veilig klimaat op school een belangrijke voorwaarde om voor je seksuele geaardheid uit te kunnen komen'. Daarnaast noemt de jury de school een inspiratiebron voor andere scholen in de regio Den Haag en de rest van Nederland.
- 2017: Scouting De Lier, omdat de club zich openlijk uitspreekt voor seksuele diversiteit binnen de organisatie.[8]
- 2018: Gender & Sexuality Alliance (GSA) en Kaisa Oberc van het Hofstadlyceum, vanwege de buitengewone inzet en moed zowel tijdens als buiten school en de waardering onder vele leerlingen evenals de leerkrachten. De fanatieke inzet van Oberc komt bijvoorbeeld met haar blog goed tot uiting. Aldus de jury.[9]
- 2019: De vrijwilligersgroep The Hang-Out 070 won de prijs vanwege het bieden van een plek waar jongeren samenkomen om te praten over seksualiteit, genderidentiteit, liefde en relaties. Daarnaast organiseren zij activiteiten voor LHBTQ dan wel queer jongeren.[10]
- 2020: Rainbow & Friends Meeting,  een zelfhulpgroep voor alcohol- en drugsverslaafden met een LHBTI- achtergrond, won de prijs vanwege hun bijdrage aan het leven van mensen om na het overwinnen van een verslaving een nieuw leven op te bouwen, met nieuwe kansen.[11]